# Anam
Segons el Gènesi, els anamites o anam són un grup de descendents de Misraim, fill de Cam i net de Noè.
Tot fa indicar que serien descendents d'un fill de Misraim anomenat Anam, però la Bíblia no esmenta el seu nom.
Els anamites se'ls identifica amb una tribu d'Egipte. Un text del regnat de Sargon II d'Assíria (722 aC - 705 aC) anomena els egipcis com Anami.